# Uwe Brauns
Uwe Brauns (* 11. Juni 1938 in Bremen; † 19. Oktober 2005 in Hambergen) war ein deutscher Politiker (SPD).

## Leben
Brauns besuchte die Volksschule in Hambergen im Landkreis Osterholz und absolvierte nach seinem Abschluss eine Lehre als Maurer. Er besuchte die Abendschule, legte die Mittlere Reife ab und begann im Anschluss ein Studium des Bauingenieurwesens an der Hochschule für Technik in Bremen. In Bremen war er im Amt für Straßen- und Brückenbau bis zu seinem Einzug in den Niedersächsischen Landtag beschäftigt.
Seit 1968 war Brauns Ratsherr und zudem seit 1973 Bürgermeister der Gemeinde Hambergen. Im Jahr 1974 wurde er zudem Ratsherr und Bürgermeister der Samtgemeinde Hambergen. Seit 1973 war er Kreistagsabgeordneter des Landkreises Osterholz.
In der 11. und 12. Wahlperiode war er Mitglied des Niedersächsischen Landtages vom 21. Juni 1986 bis 20. Juni 1994.
Angesichts seines langjährigen Wirkens in der Kommunalpolitik wurde eine Sport- und Kulturhalle in Hambergen „Uwe-Brauns-Halle“ genannt.